# Историцизъм (изкуство)
Вижте пояснителната страница за други значения на Историцизъм.
Историцизъм или историзъм се нарича харакатеристиката на редица художествени стилове, черпещи вдъхновение от пресъздаването и комбинирането на исторически стилове или изпълняването на типични техни елементи по нов начин, като по този начин може да бъде създадена напълно различна естетика. Това явление се появява в края на XIX и началото на XX век.
Това явление се проявява преди всичко в архитектурата, където комбинирането на различни стилове и въвеждането на нови елементи може да доведе до съвсем нова естетика, коренно различна от естетиката на предишната епоха. Този подход на английски се нарича „ревивализъм“ (на английски: revival architecture– съживяване, възраждане).
Примери за това са:
- неороманският стил – нова интерпретация на някогашния (остарял, исторически) романски стил
- неоготическият стил – нова интерпретация на някогашния (остарял, исторически) готически стил
- неоренесансов стил – нова интерпретация на някогашния (остарял, исторически) ренесансов стил
- неовизантийски стил – нова интерпретация на някогашния (остарял, исторически) византийски стил
- необароков стил  – нова интерпретация на някогашния (остарял, исторически) бароков стил.

Около 1900 г. зародилият се стил ар нуво понякога оказва разпознаваемо влияние върху историцизма. По същото време се оформя умерената реформаторска архитектура – контрадвижение, което по-късно води до класическия модернизъм.
В изкуствознанието, след неокласицизма, който през романтичната ера може да се смята за историческо движение, 19 век влиза в нова историческа фаза, в която се наблюдава интерпретация не само на към древния гръцки и римски класицизъм, но и към предходните стилистични епохи, на които започва да се гледа като на равностойни на първите. Това е вижда най-вече в архитектурата и историческата живопис, където все повече се използва историческата тематика като се отделя голямо внимание на точната периодизация. Влияние на историцизма се усеща най-силно след средата на 19 век. Промяната се свързва най-често с възхода на буржоазията по време и след индустриалната революция. В края на века символизмът и Ар нуво, последвани от експресионизма и модернизма се опитват да направят историцизма да изглежда старомоден. Въпреки това, голям брой големи обществени поръчки му се възлагат и през 20 век. Движението „Изкуства и занаяти“ успява да съчетае историцизма с елементите на Ар нуво и останалите съвременни стилове.
Влиянието на историцизма остава силно в много страни дори след 1950-те години. Когато през 1980-те години постмодерната архитектура става изключително популярна, се заражда движението на неоисторицизма, което все още има своето значение и се открива из света, особено в ретроспективни сгради.

## Списък на стилове, свързани с историцизма и ревивализма в западната архитектура и декоративни изкуства
- Необарок
- Боз ар
- Неовизантийски стил
- Неоегипетски
- Неоготика
- Неогръцки
- Неомавритански стил
- Неокласическа архитектура
- Нова класическа архитектура
- Неоренесанс(Châteauesque · Italianate · Palazzo)
- Неоромански стил
- Архитектура на Втора френска империя
- Швейцарски стил
- Народна архитектура[2]

Британска империя
- Адамов стил
- Бристолски византийски
- Карпентър Готик (Канада)
- Едуардски барок
- Индо-сарациниски стил (Индия)
- якобитизъм
- Стил кралица Анна
- Регентски стил
- Шотландски баронски стил
- Черно-бялото Възраждане

Франция
- Стил директория
- Ампир
- Стил Наполеон III

Германия
- Бидермайер
- Грюндерцайт
- Националсоциалистическа архитектура
- Бадер
- Рундбоген

Гърция и Балканите
- Неомикен
- Неовизантийски стил

Мексико
- Неомайски стил

Холандия
- Традиционалист

Португалия
- Помбалино
- Нео-мануелин
- Мек португалски стил

Руска империя и СССР
- Нео-византийски стил
- Нео-руски стил
- Сталинска архитектура

Скандинавия
- Стилдраг
- Северен модерен стил

Испания
- Нео-мудехар

Съединени щати
- Джеферсънска архитектура
- Нео-американ
- Карпентър Готик
- Колигейт готик
- Нео-грузински
- Федерален стил
- Греко-Деко
- Нео средиземноморски
- Нео мисионерски
- Полски катедрален стил
- Стил Пуебло
- Стил кралица Анна
- Ричардсънски романски стил
- Испански колониален
- Нео-териториален стил

Италия
- Стил умбертино